# Igreja Luterana Unida na América
A Igreja Luterana Unida na América (em inglês:  United Lutheran Church in America) (ULCA) foi criada em 1918 em comemoração do 400º aniversário da Reforma Protestante após negociações entre vários sínodos nacionais luteranos americanos, resultando na fusão de três sínodos de língua alemã: o Sínodo Geral (fundado em 1820), o Conselho Geral (1867), e o Sínodo Unificado do Sul (1863). O Sínodo Evangélico Luterano Eslovaco de Sião (1919) juntou-se a ULCA em 1920. O Sínodo Evangélico Luterano Islandês da América (1885) também se juntou à Igreja Luterana Unida na América em 1942.
Em 1962, após um processo de fusão de cinco anos, a Igreja Luterana Unida na América tornou-se parte da nova Igreja Luterana na América (LCA). Vinte e seis anos depois, em 1º de janeiro de 1988, a LCA juntou-se à Igreja Luterana Americana (1960) e a Associação das Igrejas Evangélicas Luteranas, (1978) para formar a Igreja Evangélica Luterana na América, que é hoje o maior órgão da igreja luterana nos Estados Unidos.
Em 1961, pouco antes de sua fusão na LCA, a ULCA tinha 4.893 pastores, 4.363 congregações e 2.390.075 membros..

## Presidentes
- Frederick Hermann Knubel  1918-1944
- Franklin Clark Fry  1944-1962

## Outras fontes
- Wolf, Edmund Jacob. The Lutherans in America; a story of struggle, progress, influence and marvelous growth (New York: J.A. Hill. 1889)
- Bente, F. American Lutheranism Volume II (St. Louis: Concordia Publishing House. 1919)
- Nichol, Todd W. All These Lutherans (Minneapolis: Augsburg Publishers. 1986)